# Marz (gmina)
Marz (węg. Márczfalva, burg.-chorw. Marca) – gmina w Austrii, w kraju związkowym Burgenland, w powiecie Mattersburg. Liczy 2,05 tys. mieszkańców (1 stycznia 2014).